# Петрици
Петрѝци (на италиански: Petrizzi) е село и община в Южна Италия, провинция Катандзаро, регион Калабрия. Разположено е на 391 m надморска височина. Населението на общината е 1167 души (към 2012 г.).